# Ludwig Bartning (Maler)
Ludwig Bartning (* 30. April 1876 in Hamburg; † 27. Dezember 1956 in Berlin) war ein deutscher Landschaftsmaler.

## Leben
Ludwig Bartning

Porträt von C.O. Bartning, 1947

Link zum Bild

(Bitte Urheberrechte beachten)
Ludwig Bartning wurde geboren als Sohn des Karlsruher Kaufmanns Otto Bartning (1837–1911) und dessen Frau Jenny, geb. Doll, einer Tochter des evangelischen Theologen Karl Wilhelm Doll. Bartning wurde 1892 Schüler von Paul Schultze-Naumburg und war von 1895 bis 1898 an der Privatschule von Ludwig Schmid-Reutte und Friedrich Fehr in München. 1898 bis 1901 weilte er in Rom. Zunächst Landschaftsmaler, stellte er 1899 in der Münchener Secession aus, in den Folgejahren in den Berliner Secessionsausstellungen.
1901 siedelte er nach Berlin über, wo er 1914 ein Haus in Dahlem baute. 1901 zog sein ehemaliger Lehrer Paul Schultze-Naumburg, der bereits ab 1897 in Berlin gelebt hatte, nach Saaleck bei Bad Kösen. Hier gründete er 1904 die Saalecker Werkstätten G.M.B.H., in denen Ludwig Bartning in den ersten Jahren an der künstlerischen Leitung beteiligt war. Ab 1913 unterrichtete er, unterbrochen vom Kriegsdienst im Ersten Weltkrieg, an der Unterrichtsanstalt des Staatlichen Kunstgewerbemuseums. Mit Beginn der 1920er Jahre wurde er Professor an den Vereinigten Staatsschulen für freie und angewandte Kunst in Berlin-Charlottenburg. Als Maler und auch als Graphiker befasste er sich anfangs vorwiegend mit Landschaften, später aber vor allem mit Blumenmotiven und schuf auch Illustrationen für Botanikbücher.
Ludwig Bartning war neben seinem Beruf auch in der Kirchenarbeit aktiv, so war er seit 1923 Kirchmeister der Jesus-Christus-Kirche Dahlem und hier mit Martin Niemöller bekannt. Bartning war Mitglied der Reichskammer der bildenden Künste in Berlin und wurde auf der Gottbegnadeten-Liste von Reichspropagandaminister Goebbels als wichtiger Maler des NS-Staats aufgeführt. Bartning starb im Dezember 1956 und wurde auf dem St.-Annen-Kirchhof in Berlin begraben.
Ludwig Bartning war verheiratet mit Gertrud Bartning Neidhardt, das Paar hatte drei Kinder: die Töchter Ursula Bartning (1905–1990) und Esther Niedermeier Bartning (1906–1987) sowie den Sohn Carl Otto Bartning (1909–1983). Alle drei waren ebenfalls künstlerisch tätig. Ludwig Bartnings Brüder waren der Architekt Otto Bartning (1883–1959) sowie der Anwalt und Strafverteidiger Adolf Bartning (1874–1929). Adolf Bartning beschäftigte sich neben seinem Beruf mit der Forschung zu Kaspar Hauser.

## Werke (Auswahl)
Bilder
- Blumenwiese in den Alpen, Öl/Holz, 58 × 47,5 cm, 1925.
- Blumenstrauß vor italienischer Architektur, 1933
- Blumenstrauß vor weiter Landschaft, Öl/Holz, 36 × 45 cm, 1920[6]
- Sommerliche Wiese
- Stillleben mit Sommerblumen in Landschaft

Illustrationen
- Ludwig Klein: Unsere Unkräuter. Winter, Heidelberg 1926, (zahlreiche Illustrationen von L. Bartning)[7]
- Blumen zeichnen, Blumen malen. (Die Abbildungen des Buches sind von Professor Ludwig Bartning; Gertrud Bartning, geb. Neidhardt; Ursula Bartning; Esther Niedermeyer, geb. Bartning; Carl Otto Bartning. 140 Seiten Text und 20 Bildtafeln), Otto Maier, Ravensburg 1950

## Schüler
- Bele Bachem
- Erich Demmin
- Wilhelm Eigener
- Margarete Godon
- Gerhart Kraaz
- Johannes Krejci
- Marianne Schneegans
- Marie Bock